# Караман, Кенан
Кена́н Карама́н (нем. и тур. Kenan Karaman; род. 5 марта 1994, Штутгарт) — турецкий и немецкий футболист, вингер немецкого клуба «Шальке 04» и сборной Турции.

## Карьера

### Клубная
В Бундеслиге Кенан дебютировал 2 марта 2014 года в матче против «Вольфсбурга», всего в сезоне 2013/14 провёл за «Хоффенхайм» 5 встреч в «элите» немецкого футбола.
Перед сезоном 2014/15 перешёл в «Ганновер 96», подписав контракт с клубом до 30 июня 2017 года.
1 июля 2018 года в качестве свободного агента перешел в клуб «Фортуна» Дюссельдорф, подписав контракт до 2021 года.
15 июля 2021 года, в качестве свободного агента, присоединился к турецкому клубу «Бешикташ». Контракт был подписан до 30 июня 2024 года. 6 января 2022 года выиграл Суперкубок Турции в составе «чёрных орлов». После сезона 2021-22 контракт с «Бешикташем» был разорван.
1 сентября 2022 года Караман на правах свободного агента подписал трёхлетний контракт с клубом Бундеслиги «Шальке 04». Контракт с «горняками» был подписан до 30 июня 2025 года. 5 июля 2024 года он продлил свой контракт до 2028 года. 11 июля главным тренером Карелом Герартсом, Караман был назначен новым капитаном команды на сезон 2024/25.

### В сборных
С 2012 года выступал за юношеские и молодёжные сборные Турции.
9 ноября 2017 года дебютировал за основную сборную Турции в товарищеском матче против Румынии. Матч закончился поражением команды Кенана, на поле он провёл 26 минут. Первый гол забил 30 мая 2019 года в товарищеском матче против сборной Греции.